# Henri Rachou
Pierre Jacques Henri Rachou, cunoscut mai ales ca Henri Rachou,  (n. 16 iunie 1855, Toulouse – d. 2 decembrie 1944, Toulouse) a fost un pictor, ilustrator, curator de muzeu și conservator de artă francez.

## Biografie

Autoportrait âgé, (1944).

Născut la Toulouse la 16 iunie 1855, într-o familie din clasa de mijloc superioară, Henri Rachou a intrat în 1874 la Academia de arte frumoase Toulouse, unde a fost studentul lui Jules Garipuy, Gabriel Golse și A. Lacger până în 1877. Apoi, și-a continuat pregătirea ca pictor, la Paris, în atelierul lui Léon Bonnat din 1879 până în 1883, înainte de a se alătura celui al lui Fernand Cormon.
În acea perioadă, s-a împrietenit cu Henri de Toulouse-Lautrec, pe care l-a cunoscut prin Ferréol Roudat, un bijutier din Albi. Rachou l-a adus în atelierul lui Bonnat în 1882. Când atelierul s-a închis în 1883, s-au mutat în cel din Cormon, în 1885, unde l-au cunoscut pe François Gauzi.
Cei doi pictori au dezvoltat o prietenie lungă și solidă, ilustrată de pictura portretului lui Rachou, realizată de Toulouse-Lautrec în 1882; apoi, în 1883, a fost rândul lui Rachou să picteze portretul prietenului său și să-l ofere contesei de Toulouse-Lautrec. Tabloul a fost lăsat moștenire Muzeului Augustins din Toulouse în 1930, după moartea ei și în conformitate cu testamentul acesteia..

## Carieră artistică

### Pictor
Renumit pentru talentul său de portretist, moștenit din pregătirea sa în atelierul lui Léon Bonnat, Rachou a adoptat un stil mai rafinat în lucrările sale decorative, folosind adesea forme turtite, împrumutate de la Pierre Puvis de Chavannes, pe care l-a admirat foarte mult și care au mărturisit și gustul său pentru gravurile japoneze. Din 1881, a expus la Salon des artistes français, unde a câștigat o mențiune de onoare cu Tricoteuses (Musée des Beaux-Arts de Pau)5, apoi o medalie clasa a III-a în 1884 și o medalie clasa a II-a în 1890.

### Curator, conservator de artă, director
Foarte timpuriu în cariera sa artistică, Henri Rachou a devenit colecționar de artefacte, axându-se pe cele din perioadele medievale.
În 1903, succedându-l pe Antoine Laborde, Rochou a devenit co-directorul Muzeul Augustinilor din Toulouse (Musée des Augustins de Toulouse), funcție pe care a împărțit-o cu Edmond Yarz, până la moartea acestuia în 1920, după care a devenit director plin al aceleiași instituțții de artă până în 1941. Activitatea sa cuprindea muncă de curator, achizitor de piese de artă, administrator, studii referitoare la sculptură, în special medievală și publicarea de cataloage, referitoare la reorganizarea colecțiilor.
De asemenea, între 1906 și 1933, Henri Rochou a fost directorul Școlii de arte frumoase din Toulouse (École des beaux-arts de Toulouse).

### Expoziții, opere, apreciere
Din 1881, Rachou a expus la Salon des artistes français (Salonul artiștilor francezi), unde a câștigat o mențiune de onoare cu pictura Tricoteuses (aflată la Musée des Beaux-Arts de Pau), apoi o medalie (clasa a III-a) în 1884 și o medalie (clasa a II-a) în 1890.
A câștigat o medalie de bronz la Expoziția Universală din 1889, organizată la Paris. Apoi, va expune în mod regulat la târguri regionale din Toulouse, Pau și Bordeaux. În 1892, a creat Belle Paule pentru decorarea Salle des Illustres – Sala iluștrilor, a Capitolului din Toulouse. Din 1893, statul francez a cumpărat, de la artistul vizual Rachou, următoarele tablouri: Meditație în 1893, Mănăstirea în 1899 și Orașul Carcassonne în 1905. În 1902, orașul Toulouse i-a comandat crearea a trei panouri pentru decorul foaierului Théâtre du Capitole – Teatrului Capitoliului. În 1911, a realizat schița pentru tapiseria Hommage à Toulouse - Omagiu [orașului] Toulouse, comandată și realizată de Fabrica Gobelins pentru spitalul din Carpentras.

## Familie
Soția sa, Victorine-Henriette Imart-Rachou (1864 - 1945) a fost de asemenea pictor, specializată în pictarea florilor. Fiul său adoptiv, Henri Imart-Rachou (1890 - 1954), fusese un arhitect.

## Operă (lucrări expuse public)

### În muzee dinFranța
- Albi — Muzeul Toulouse-Lautrec – Bords de la Garonne, ulei pe lemn;
- Carcassonne — Muzeul de Arte Plastice – Mânăstirea Augustinilor din Toulouse, 1899;
- Marsilia — Muzeul civilizațiilor europene și mediteraneene – Le Cabotier breton, 1883;
- Paris:
  - Micul Palat:
    - Schiță pentru primăria orașului Bagnolet - Peisaj de vară, 1893, ulei e publicpe pânză;
    - Schiță pentru primăria din Bagnolet - Peisaj de iarnă, 1893, ulei pe pânză;
    - Schiță pentru primăria din Bagnolet - Toamna, 1893, ulei pe pânză;
    - Schiță pentru primăria din Bagnolet - Primăvara, 1893, ulei pe pânză;
    - Panou decorativ, litografia publicată în „L'Estampe originale”, numărul al doilea (aprilie-iunie 1893), 1893, litografie;

  - Fabrica de Gobelin:
    - Macheta pentru tapiseria Toulouse, 1913, ulei pe pânză;
    - Vânătoarea în Evul Mediu (Vânătoarea de șoim), ulei pe pânză.
- Pau — Muzeul de Arte Plastice - Les Tricoteuses, 1881.

## Galerie

O selecție a lucrărilor lui Henri Rachou
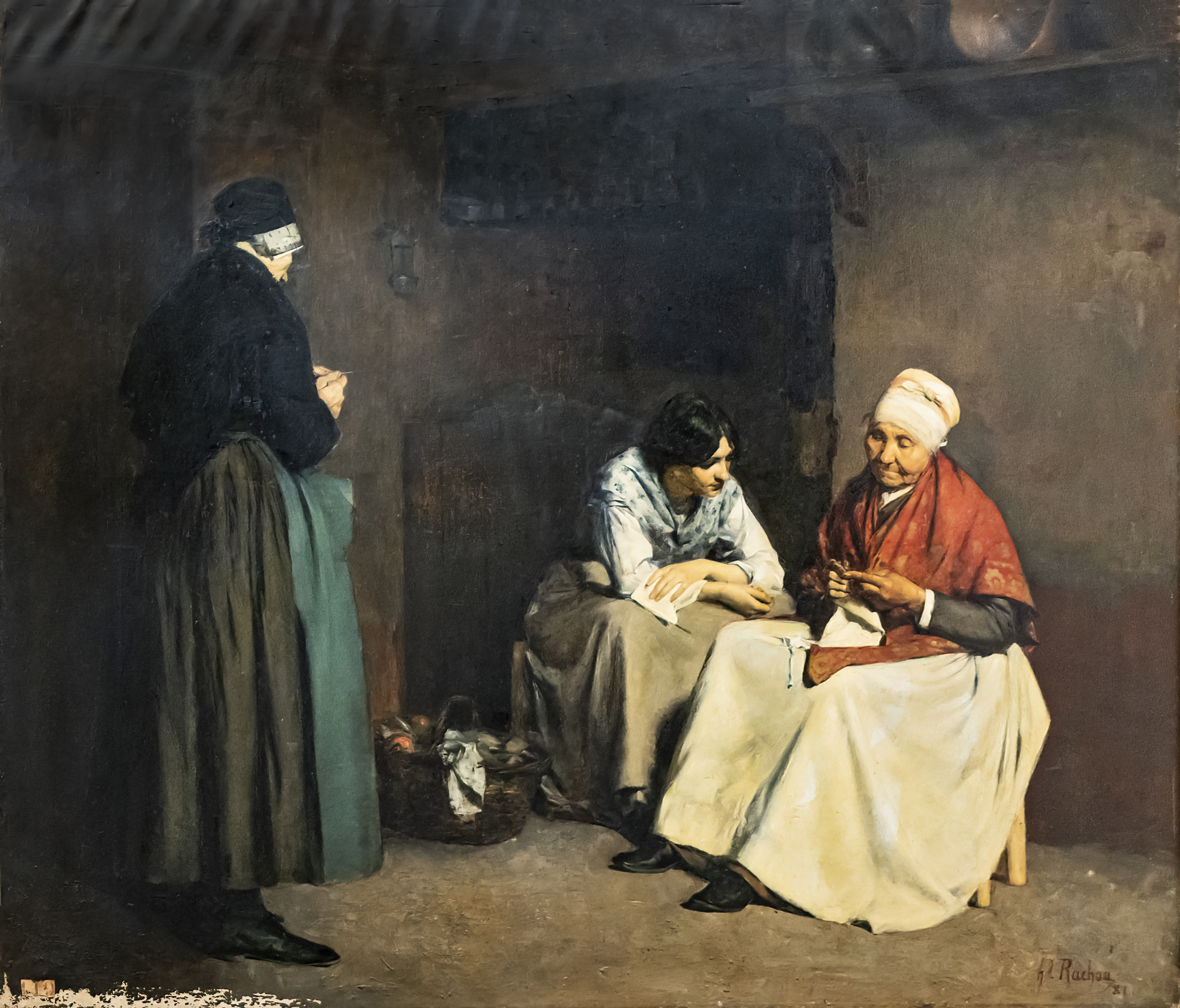
Les Tricoteuses (1881), Musée des Beaux-Arts de Pau.
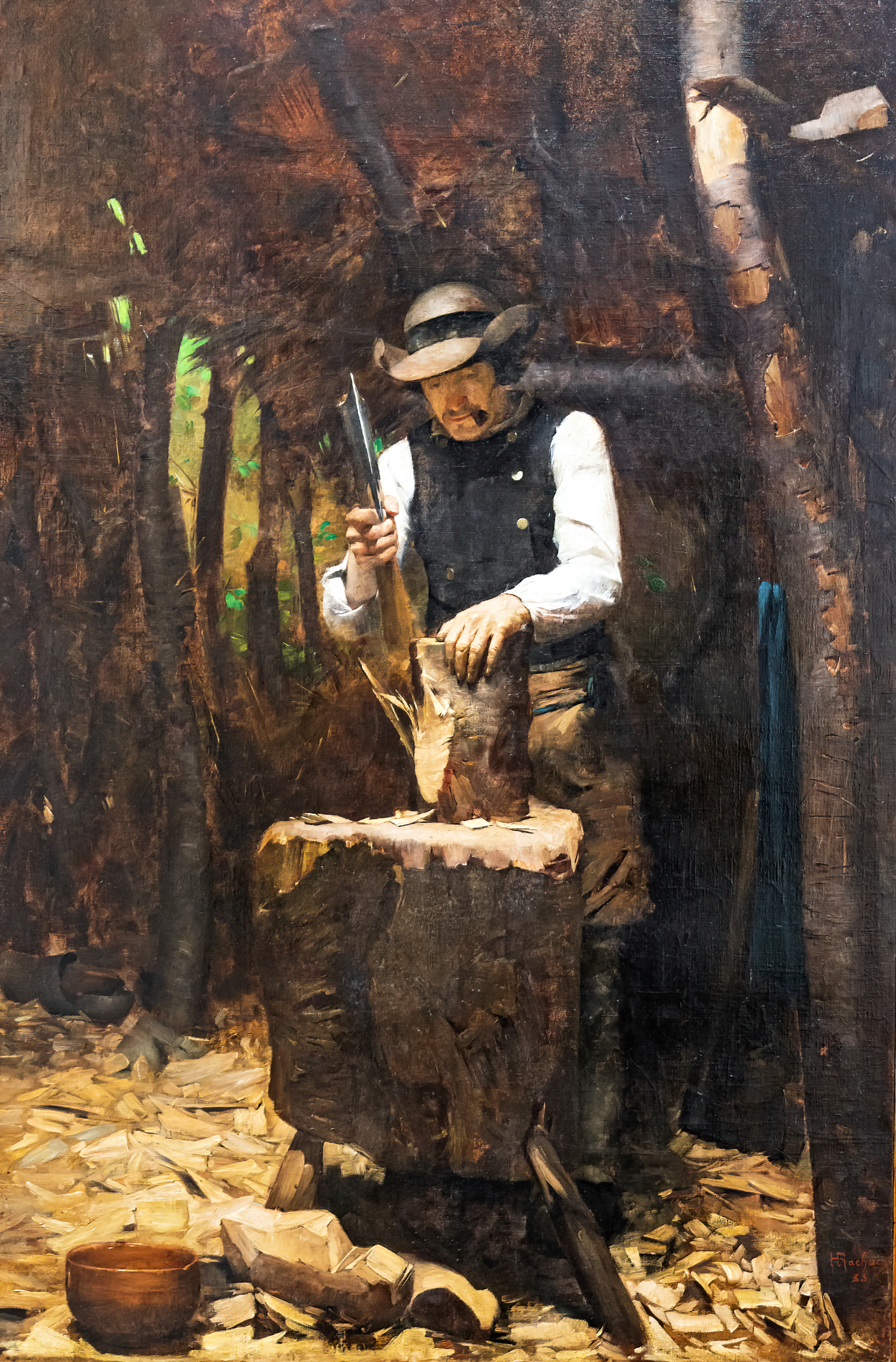
Le Sabotier breton (1883), Marseille, Musée des Civilisations de l'Europe et de la Méditerranée - MUCEM.
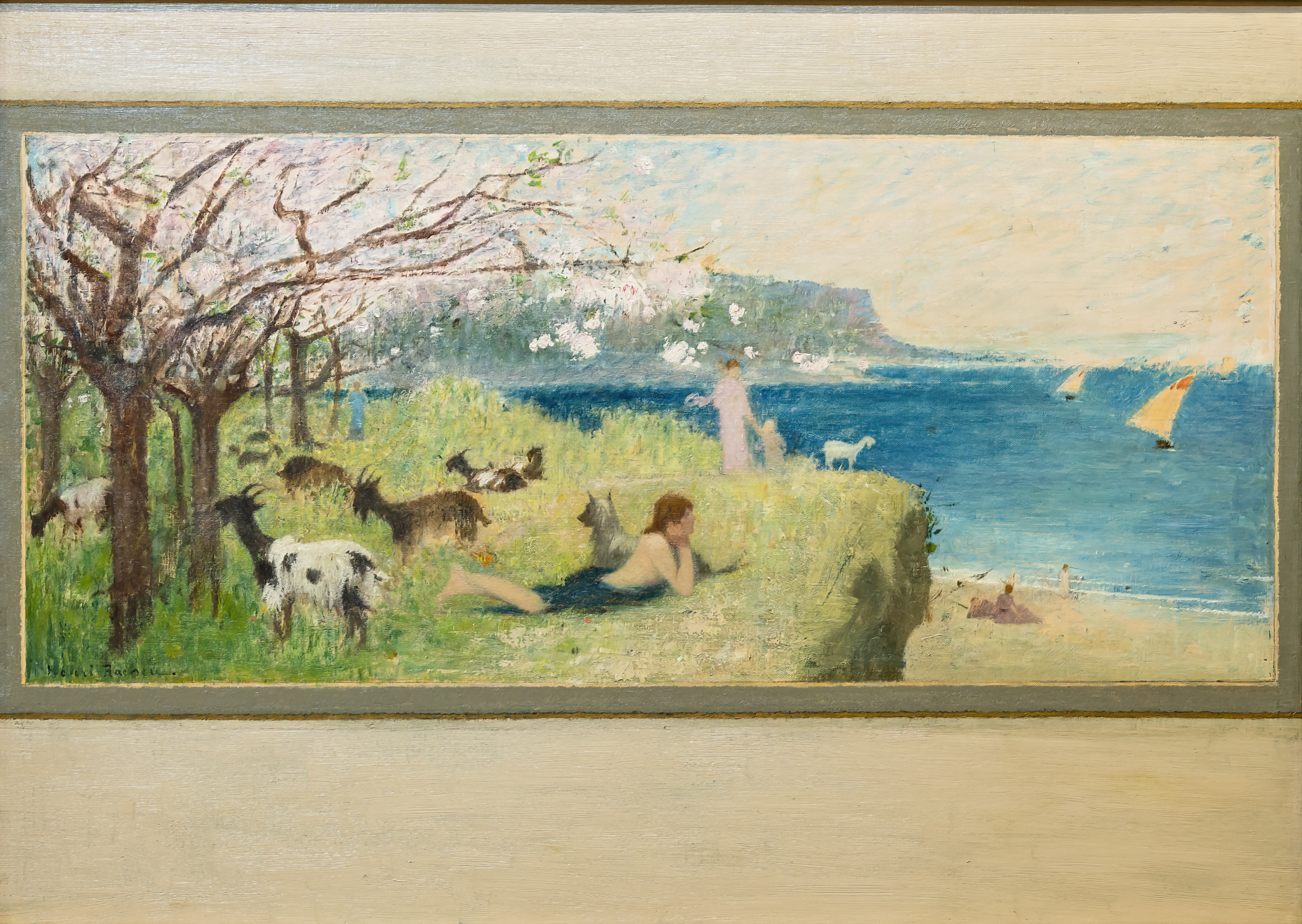
Esquisse pour la mairie de Bagnolet : le Printemps (1893), Paris, Petit Palais.
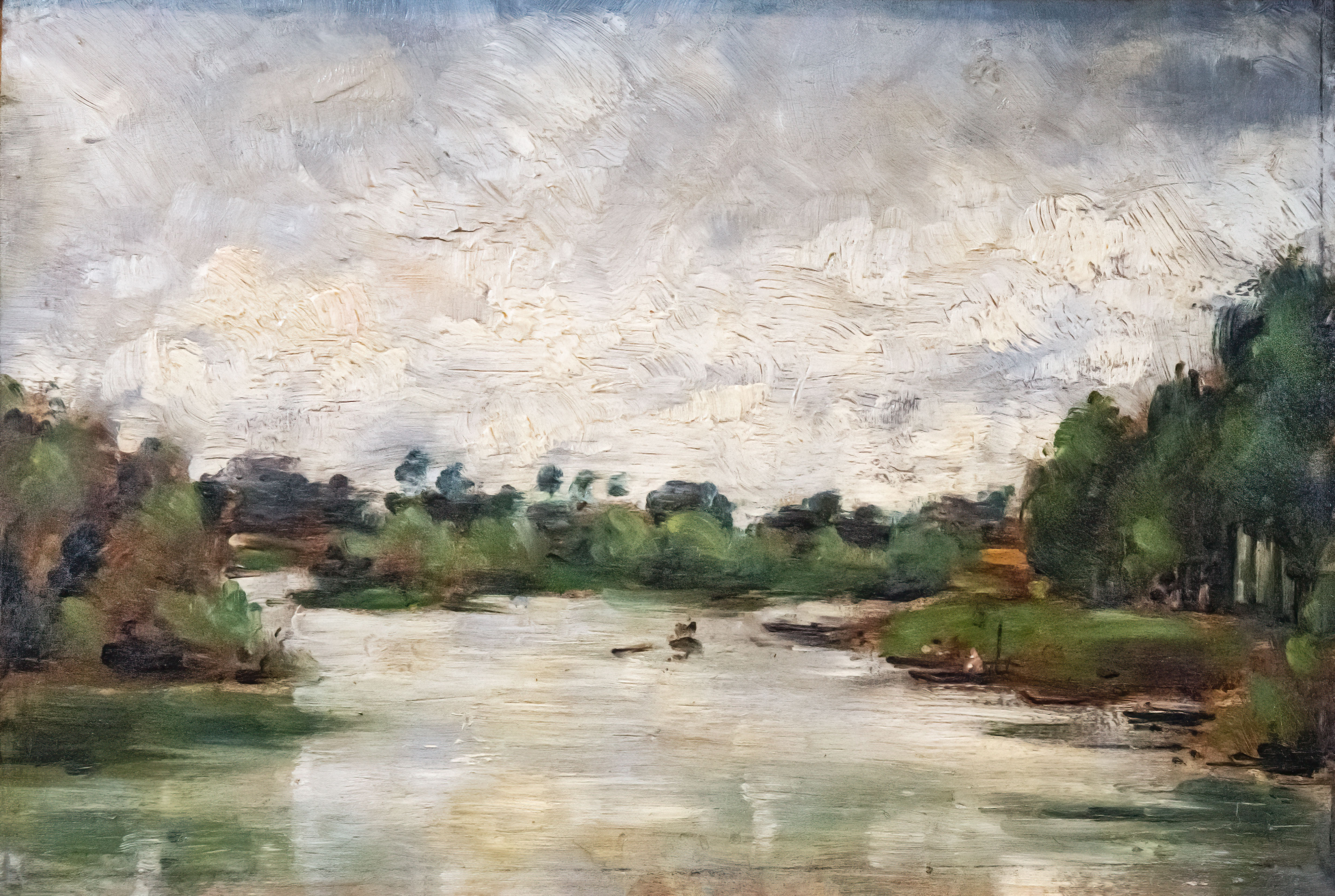
Bords de la Garonne (1899), Albi, Musée Toulouse-Lautrec.
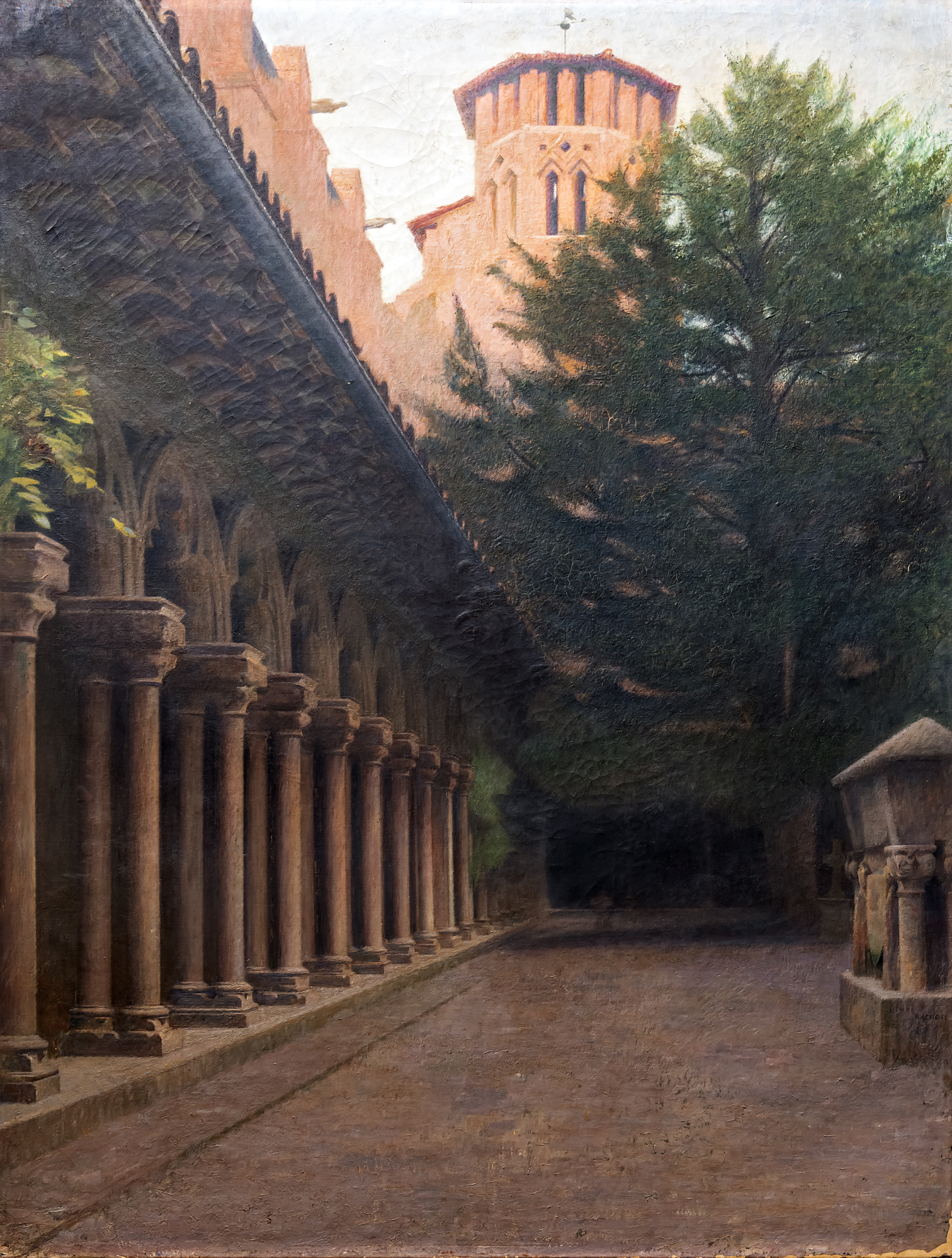
Le Cloître des Augustins, (1899) Musée des beaux-arts de Carcassonne.
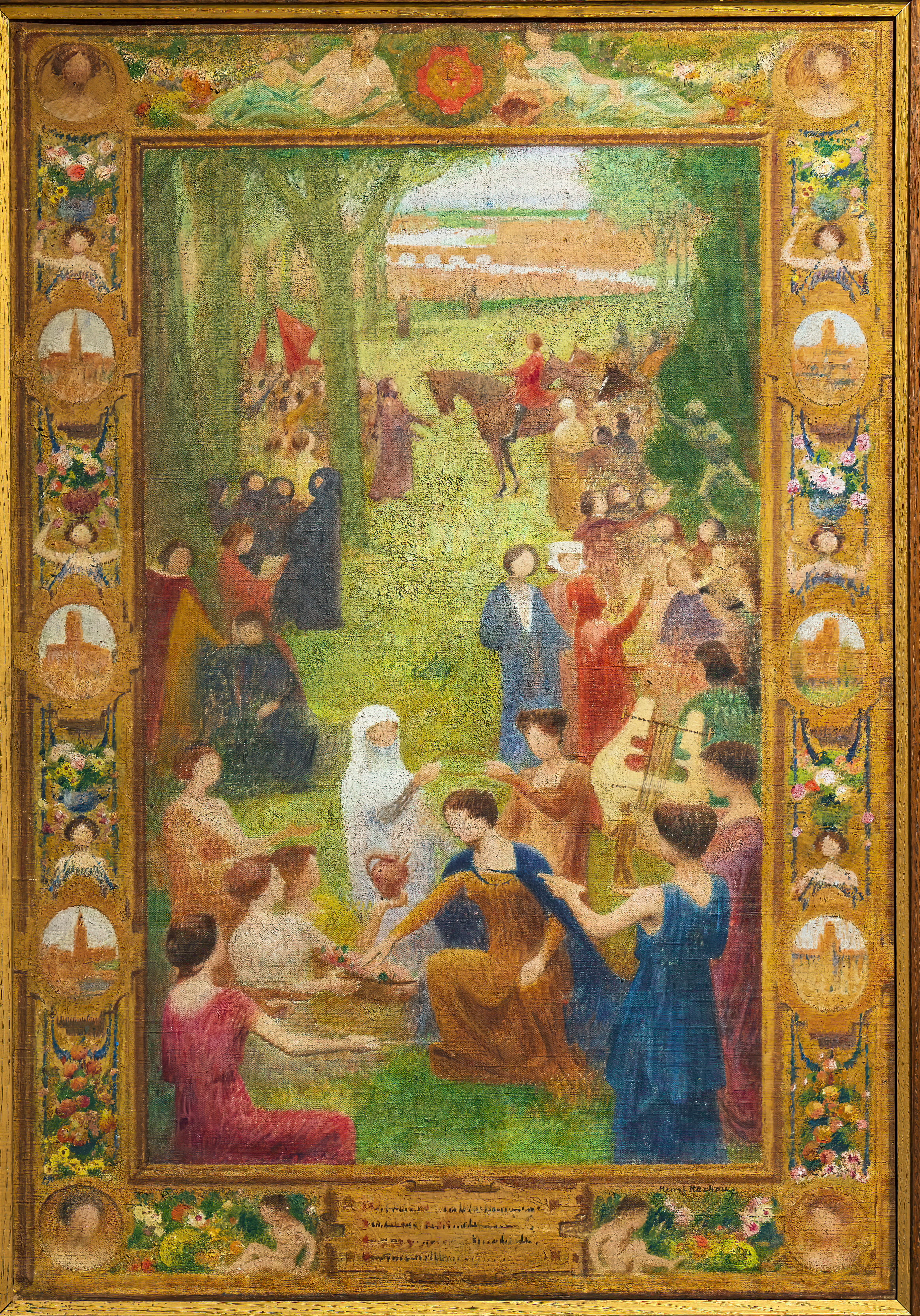
Maquette pour la tapisserie de Toulouse (1913), Paris, Manufacture des Gobelins.
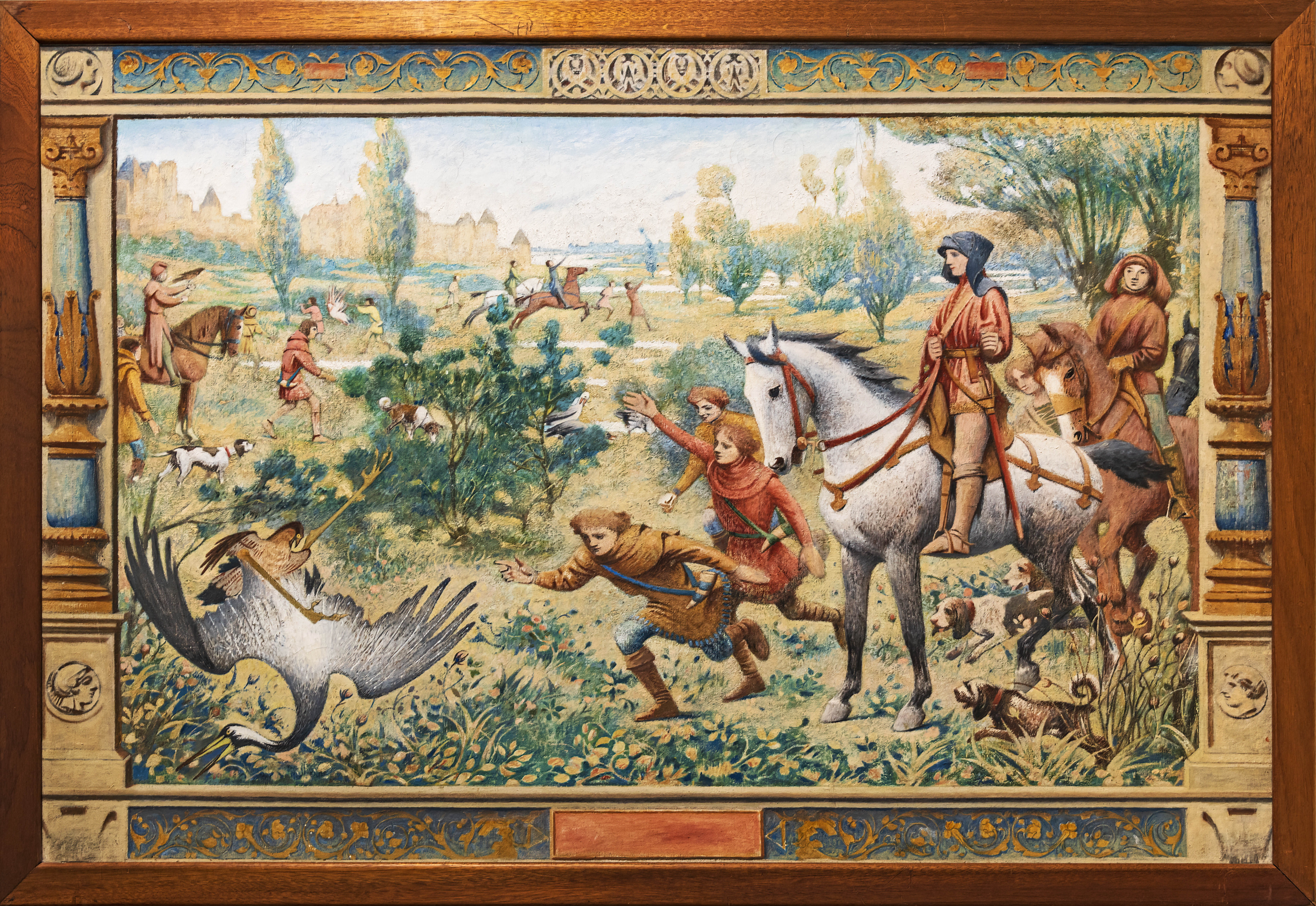
La Chasse au Moyen Age (Chasse au faucon), Paris, Manufacture des Gobelins.
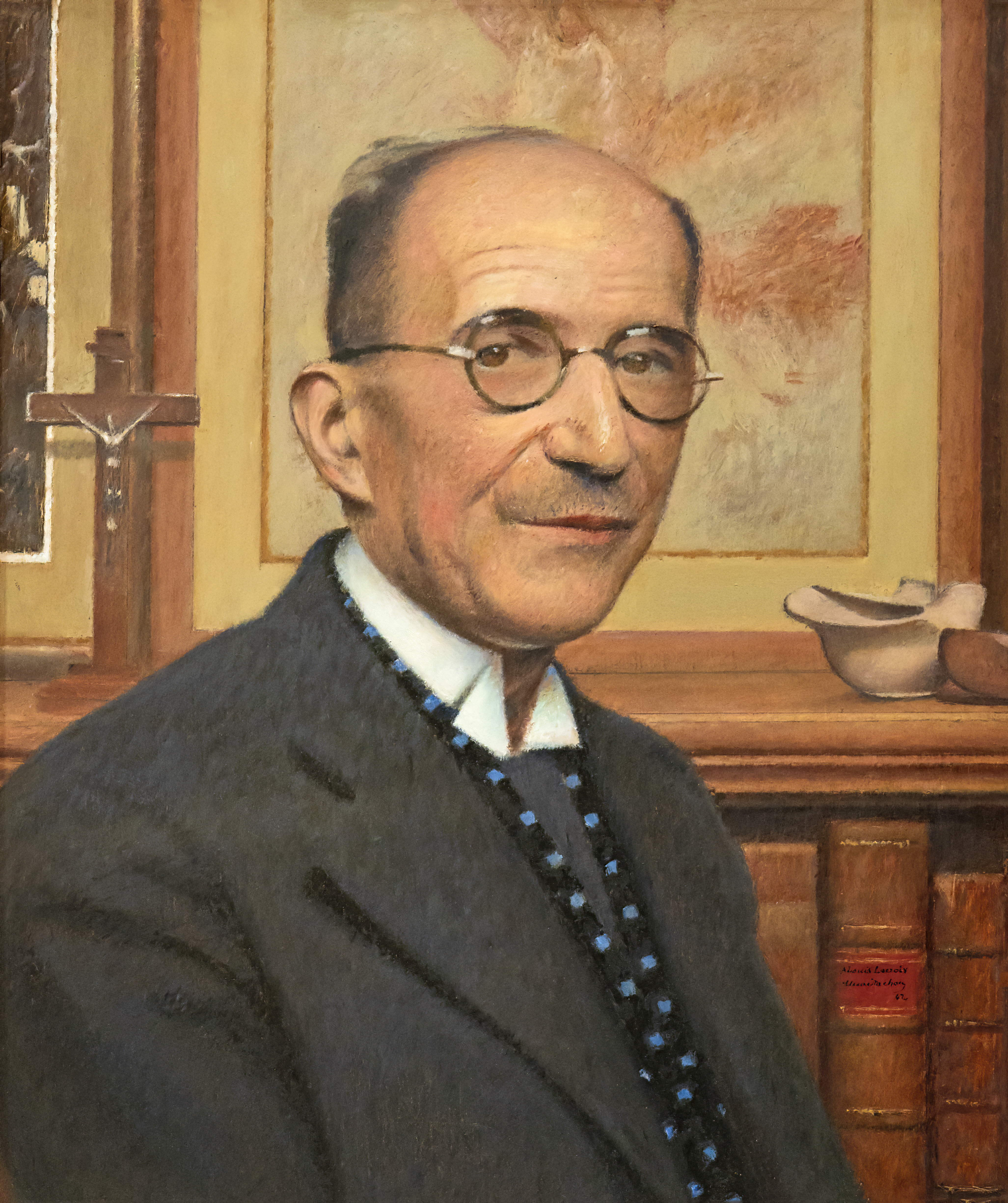
Portrait de Louis Lacroix - (1942) - Henri Rachou - HsT 55x45.5 Musée des Augustins.jpg
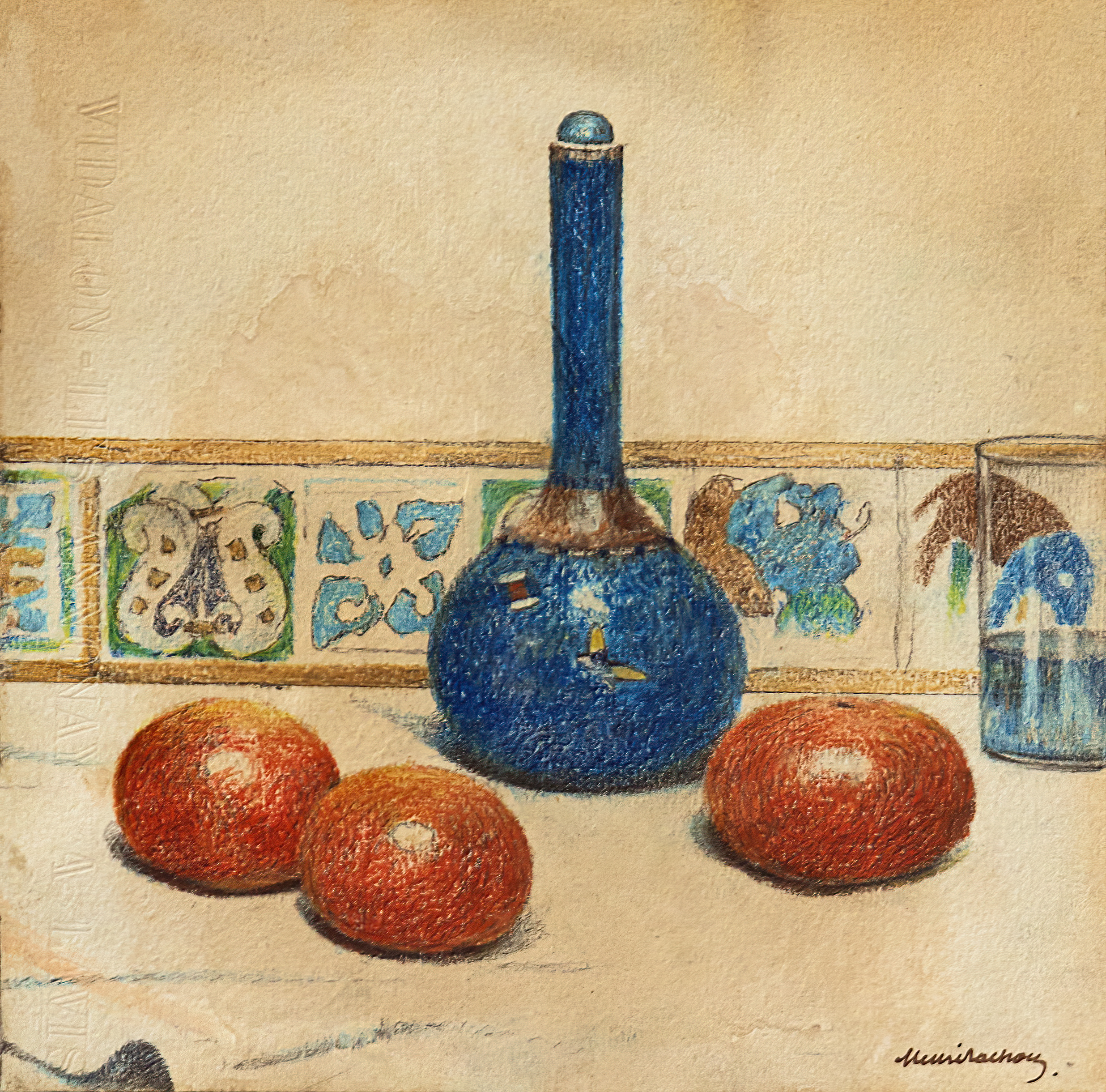
Nature morte au vase bleu - Natură moartă cu vas albastru – Henri Rachou - desen în creion (21 cm x 20 cm)
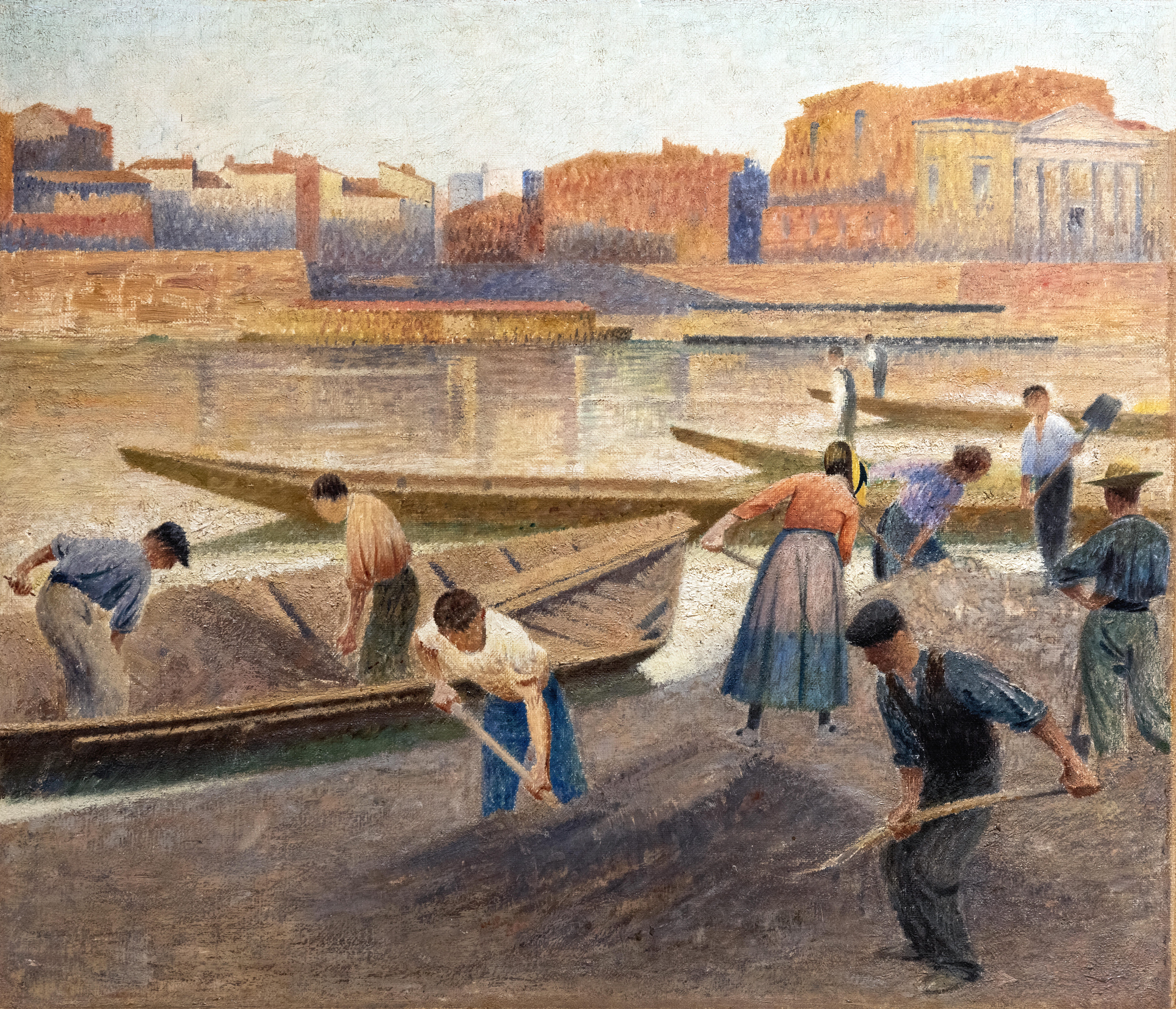
Déchargement du sable - Descărcarea nisipului (studiu pentru foaierul teatrului Capitole) - Henri Rachou – (1902)

### Publicații
- fr  Pierres romanes de Saint-Étienne, La Daurade et Saint-Sernin, Toulouse: Éditions Privat, 1934.
- fr  Groupements de pierres romanes au Musée des Augustins, Toulouse: Éditions Privat, 1932.
- fr  Musée des Augustins, Toulouse: Éditions Privat, 1931.
- fr  Catalogue des collections de sculpture et d'épigraphie du Musée de Toulouse (în franceză), Toulouse: Éditions Privat, 1912.
- fr  Le Musée de Toulouse, peinture-sculpture : Sculpture II, description des Vierges et Pietà (în franceză), Toulouse: Éditions Privat, 1908.
- fr  Le Musée de Toulouse, peinture-sculpture : Peinture I, description des douze primitifs (în franceză), Toulouse: Éditions Privat, 1906.